# Ratsada (huyện)
Ratsada (tiếng Thái: รัษฎา) là một huyện (amphoe) ở đông bắc của tỉnh Trang, Thái Lan.

## Lịch sử
Tiểu huyện (king amphoe) Ratsada được thành lập ngày 1 tháng 4 năm 1991 thông qua việc tách 5 tambon từ Huai Yot. Đơn vị này đã được nâng cấp thành huyện ngày 5 tháng 12 năm 1996.

## Địa lý
Các huyện giáp ranh (từ phía nam theo chiều kim đồng hồ) là: Huai Yot của tỉnh Trang, Bang Khan và Thung Song của tỉnh Nakhon Si Thammarat.

## Hành chính
Huyện này được chia thành 5 phó huyện (tambon), các đơn vị này lại được chia ra thành 50 làng (muban). Khlong Pang là một thị trấn (thesaban tambon) nằm trên một phần của tambon Khlong Pang. Có 5 Tổ chức hành chính tambon.
| \| STT. \| Tên \| Tên Thái \| Số làng \| Dân số \| \| \| ---- \| ----------- \| -------- \| ------- \| ------ \| \| \| 1. \| Khuan Mao \| ควนเมา \| 15 \| 6.373 \| \| \| 2. \| Khlong Pang \| คลองปาง \| 9 \| 5.683 \| \| \| 3. \| Nong Bua \| หนองบัว \| 9 \| 4.737 \| \| \| 4. \| Nong Prue \| หนองปรือ \| 12 \| 7.057 \| \| \| 5. \| Khao Phrai \| เขาไพร \| 5 \| 2.531 \| \| | Map of Tambon |          |         |        |  |
| STT. | Tên           | Tên Thái | Số làng | Dân số |  |
| 1. | Khuan Mao     | ควนเมา   | 15      | 6.373  |  |
| 2. | Khlong Pang   | คลองปาง  | 9       | 5.683  |  |
| 3. | Nong Bua      | หนองบัว   | 9       | 4.737  |  |
| 4. | Nong Prue     | หนองปรือ  | 12      | 7.057  |  |
| 5. | Khao Phrai    | เขาไพร   | 5       | 2.531  |  |